# Richard Morton
Richard Lee Morton (* 2. Februar 1966 in San Francisco) ist ein ehemaliger US-amerikanischer Basketballspieler.

## Laufbahn
Von 1984 bis 1988 war der 1,96 Meter große Morton Spieler der California State University, Fullerton. In den Spieljahren 1986/87 (18,4 Punkte/Spiel) und 1987/88 (22,0 Punkte/Spiel) war er bester Korbschütze der Hochschulmannschaft. Mit insgesamt 1705 erzielten Punkten lag er am Ende seiner vier Jahre an der California State University, Fullerton auf dem zweiten Platz der ewigen Korbjägerliste der Hochschule. Er hatte zwischen 1984 und 1988 40,2 Prozent seiner Dreipunktwürfe getroffen und damit eine höhere Trefferquote erreicht als alle Spieler von „Cal State Fullerton“ vor ihm. Seinen Punktehöchstwert als Collegespieler erreichte Morton im Januar 1988, als er ein einem Spiel 38 Punkte verbuchte.
Im Oktober 1988 wurde Morton von der NBA-Mannschaft Indiana Pacers unter Vertrag genommen. Er wurde im Laufe der Saison 1988/89 in zwei NBA-Spielen eingesetzt und erzielte durchschnittlich drei Punkte pro Spiel. Der Durchbruch gelang ihm in der NBA nicht. 1989 wurde er von einer weiteren NBA-Mannschaft verpflichtet, den Golden State Warriors, aber Ende Oktober 1989 aus dem Aufgebot gestrichen. Zum Einsatz war er für die Kalifornier nicht gekommen. Seine ersten Erfahrungen im Ausland sammelte er 1989 als Spieler von Dow New Plymouth in Neuseeland.
Morton spielte bis 1994 mit Unterbrechungen bei unterschiedlichen Mannschaften der CBA. Die stärksten Angriffsleistungen lieferte er in der US-Liga in den Farben der San Jose Jammers ab: Im Spieljahr 1990/91 führte er die Kalifornier mit einem Punkteschnitt von 27,0 je Begegnung an. 1991/92 stand er in Diensten des belgischen Erstligisten Charleroi.
1994 ging er zu Steiner Bayreuth in die Basketball-Bundesliga und war dort der erste ehemalige NBA-Spieler in den Reihen der Oberfranken. In Bayreuth bildete er zwei Jahre lang mit Derrick Taylor ein äußerst korbgefährliches Gespann auf den „kleinen Positionen“. Morton erzielte im Verlauf der Saison 1994/95 21,6 sowie 1995/96 22,0 Punkte je Begegnung und war mit diesen Werten jeweils unter den fünf besten Korbschützen der Bundesliga vertreten. Von 1996 bis 1998 stand Morton beim Rhöndorfer TV ebenfalls in der Bundesliga unter Vertrag. Hier wurde Steven Key zu seinem kongenialen Partner, die beiden wurden als die „tragenden Säulen“ der Mannschaft aus Bad Honnef bezeichnet. In der Saison 1996/97 waren Morton und Key erheblich daran beteiligt, dass Rhöndorf die Bundesliga-Hauptrunde als Tabellenzweiter beendete, im Viertelfinale schied man dann gegen Bonn aus. Sowohl mit Bayreuth als auch mit Rhöndorf trat Morton ebenso im Europapokal an.
Zur Saison 1998/99 ging Morton zum belgischen Erstligisten Charleroi zurück. Er wurde mit der Mannschaft 1999 belgischer Meister und Pokalsieger. Von Ende Juli 1999 bis Ende Oktober 1999 war er wegen eines Doping-Vergehens gesperrt. In der Saison 1999/2000 stand der Flügelspieler bei Athlon Ieper (ebenfalls erste Liga Belgien) unter Vertrag. Noch mit Ende 30 spielte Morton in einer Basketballliga im Großraum San Francisco.
Als Trainer betreute Morton im Spieljahr 2005/06 die San Francisco Pilots in der US-Liga ABA. Er arbeitete Ende der 2000er Jahre als Trainer der Schülermannschaft der Deer Valley High School im kalifornischen Antioch. Im Jahr 2010 war er zeitweise Assistenztrainer bei den Reno Bighorns in der NBA D-League.